# Breaking Brad
«Breaking Brad» (с англ. — «Слом Брэда») — второй эпизод второго сезона американского телесериала «Локи», основанного на одноимённом персонаже Marvel Comics. По сюжету Локи вместе с Мобиусом М. Мобиусом, Охотником B-15 и другими представителями «Управления временными изменениями» (УВИ) ищут Сильвию, Равонну Ренслейер и Мисс Минуты. События эпизода происходят в медиафраншизе «Кинематографическая вселенная Marvel» (КВМ), также он разделяет связь с фильмами франшизы. Автором сценария выступил Эрик Мартин, режиссёром — Дэн Делиув.
Том Хиддлстон повторил роль Локи из предыдущих проектов киновселенной. Также к своим ролям вернулись София Ди Мартино, Вунми Мосаку, Юджин Кордеро, Нил Эллис и Оуэн Уилсон. В актёрский состав эпизода также вошли Рафаэль Касаль, Кейт Дики и Ке Хюи Куан. К ноябрю 2020 года началась разработка второго сезона «Локи», что было официально подтверждено в июле 2021 года.
Эпизод «Слом Брэда» был выпущен на стриминговом сервисе Disney+ 12 октября 2023 года.

## Сюжет
Локи, Мобиус и Охотник B-15 из организации «Управление временными изменениями» (УВИ) перемещаются в 1977 год «Священной линии времени» на премьеру фильма «Заниак», главную роль которого исполняет Охотник Х-5, взявший себе имя — Брэд Вульф, до этого отправленный на поиски Сильвии и заглушивший связь с УВИ. Загнав Брэда в угол с помощью магии, Локи и Мобиус арестовывают Охотника и помещают в карцер в УВИ.
В-15 изымает у Брэда его модифицированный тэмпад, и отдаёт Мобиусу. Последний, вместе с Локи, спускается к Уроборосу («У.Б.»), который уже строит устройство для исправления перегрузки Ткача времени. У.Б. отказывается брать тэмпад и даёт Локи пособие по всем устройствам организации, чтобы они починили его сами. Тем временем В-15 вместе с Кейси пытается отследить Равонну Ренслейер, после чего им становится ясно, что Мисс Минуты сбежала вместе с ней. Локи вспоминает, что будучи в прошлом УВИ он слышал разговор Равонны и Того, кто остаётся, из чего все делают вывод, что они в сговоре.
Локи, Мобиус и В-15 решают расколоть Брэда, чтобы добыть информацию о Сильвии и тэмпаде, и направляются в карцер. Они применяют мягкий метод допроса и в ответ на это Брэд начинает оскорблять всех героев. Мобиус выходит из себя и даёт Брэду пощёчину, после чего в сопровождении Локи покидает комнату. Мобиус и Локи добираются до кафетерия с лаймовыми пирогами и решают перекусить. За столом Локи помогает Мобиусу успокоится, вспоминая, как он из-за вспышки гнева и глупости пытался захватить Землю и убить Тони Старка. Они приходят к выводу, что им не остаётся ничего, кроме того, чтобы начать пытать Брэда с целью узнать правду.
Тем временем У.Б. обследует Ткача и обнаруживает, что у него не получается открыть защитные щиты. К нему присоединяются B-15 и Кейси, и вместе они делают вывод, что открыть щиты сможет только их создатель — Тот, кто остаётся, его альтернативные версии, или Мисс Минутка.
Локи и Мобиус вновь навещают Брэда и приносят устройство по формированию Кубов времени. Локи закрывает карцер, оставляя Мобиуса снаружи, согласно их плану, после чего начинает пытать Брэда, постепенно сжимая его в кубе времени, угрожая убить. Брэд раскрывает, что нашёл Сильвию в ответвлении, но сбежал в «Священную линию времени», чтобы устроить свою личную жизнь. Локи, Мобиус и Брэд перемещаются в ответвлённую линию времени в 1982 год в Брокстон (Оклахома), где находят Сильвию, работающую в заведении McDonald’s. Локи выводит Сильвию на улицу и рассказывает ей о своих «провалах» во времени и о её появлении в будущем УВИ. Сильвия не желает возвращаться в УВИ, достигнув своей цели, однако Брэд сообщает Мобиусу, что данная линия времени скоро будет уничтожена. Сильвия зачаровывает его и узнаёт, что генерал Докс вместо поисков Сильвии собирается массово удалить ответвлённые линии времени, после чего все направляются её остановить.
Мобиус закидывает Брэда в УВИ, и вместе с Сильвией и Локи перемещается в здание, где Докс проводит операцию по удалению линий. В возникшем сражении, они останавливают Докс, однако большая часть линий оказалась уничтожена агентами УВИ. Разочарованная Сильвия возвращается в свою линию времени и лёжа на машине рассматривает тэмпад Того, кто остаётся.

## Производство

### Разработка
Разработка второго сезона сериала «Локи» началась в ноябре 2020 года, что было подтверждено сценой после титров в финальном эпизоде первого сезона, премьера которого состоялась в июле 2021 года. В феврале 2022 года Эрик Мартин, сценарист первого сезона, взявший на себя часть обязанностей создателя сериала Майкла Уолдрона во время производства сезона, позже был назначен автором всех шести эпизодов второго сезона. Дэн Делиув, супервайзер визуальных эффектов, был назначен режиссёром второго сезона в июне 2023 года, после чего снял эпизод «1893». Исполнительными продюсерами сезона выступили Кевин Файги, Стивен Бруссар, Луис Д’Эспозито, Виктория Алонсо, Брэд Уиндербаум и Кевин Р. Райт, а также актёр Том Хиддлстон, Джастин Бенсон и Аарон Мурхед, Эрик Мартин и Майкл Уолдрон. Данный эпизод получил название «Breaking Brad», сценарий к нему был написан Мартином, премьера состоялась на стриминговом сервисе Disney+ 12 октября 2023 года. Название отсылает к телесериалу «Во все тяжкие» (2008—2013), а также к сюжетным элементам эпизода, связанным с фразой «breaking bad».

### Сценарий
Охотник Х-5 из УВИ в эпизоде стал актёром Брэдом Вульфом, после того, как сбежал в «Священную линию времени», снявшись в фильме «Заниак». Режиссёр Дэн Делиув объяснил, что эта версия персонажа не будет обладать теми же атрибутами, что и злодей из комиксов, пояснив, что творческая группа «хотела поиграть» с пасхальным яйцом и отсылкой к неизвестному персонажу комиксов. После окончания съёмок финального эпизода «For All Time. Always.» первого сезона, исполнительный продюсер Кевин Райт и актриса София Ди Мартино начали неформальное обсуждение будущего Сильвии, причём Ди Мартино предположила, что она будет голодна после убийства Того, кто Остаётся. В начале работы над вторым сезоном Райт посчитал, что посещение Сильвией ресторана McDonald’s 1980-х годов будет «привлекательным» как место, где можно «притормозить», поскольку это место вызывает ностальгию у маленьких детей, приходящих туда после спортивных соревнований или на день рождения, чего Сильвия никогда не испытывала. Месторасположение ресторана McDonald’s в 1982 году было включено в сценарий ещё до обращения в компанию, что является обратной стороной типичного партнёрства с брендами в СМИ, с чем компания согласилась. Рассматривался также вариант универсального ресторана «RoxBurger», входящего в состав злодейской корпорации «Roxxon» в КВМ, но Делиув отметил, что он не рассказывает никакой истории, в то время как McDonald’s обладает «вечным» качеством, которое многие могут связать с ним.

### Подбор актёров
Главные роли в эпизоде исполнили актёр Том Хиддлстон в роли Локи, София Ди Мартино в роли Сильвии, Вунми Мосаку в роли Охотника В-15, Юджин Кордеро в роли Кейси, Рафаэль Касаль в роли Охотника Х-5 / Брэда Вульфа, Кейт Дики в роли Генерала Докс, Нил Эллис в роли Охотника D-90, Ке Хюи Куан в роли Уробороса «У.Б.» и Оуэн Уилсон в роли Мобиуса М. Мобиуса:45:52–46:25.

### Дизайн
Художник по костюмам Кристин Вада обратилась к официальному справочнику McDonald’s, чтобы найти униформу того времени. В итоге ей пришлось создавать униформу с нуля, так как не удалось найти и приобрести подлинную униформу той эпохи.

### Съёмки и визуальные эффекты
Съёмки проходили на студии Pinewood Studios в Великобритании, Делиув выступил в качестве режиссёра, а Оливер Лонкрэйн — оператора:2. Для повышения правдоподобности временных периодов 1970-х и 1980-х годов во все эпизоды было добавлена зернистость. Делиув объяснил это так: «Я думаю, что палитра была невероятно важна для McDonald’s, потому что мы начали использовать более яркие цвета восьмидесятых, в отличие от более приглушённых цветов семидесятых». В первоначальном варианте сценария имелась автомобильная погоня Локи, Мобиуса и Вульфа. Делиув заметил, что это «не имеет большого смысла» для персонажа Локи, и решил «пойти немного дальше в сторону мрачного Локи», придумав гэги с иллюзиями и тенями.
Съёмки локации McDonald’s в Брокстоне (штат Оклахома) в 1982 году проходили в бывшем здании ресторана в Англии. Для обеспечения максимальной точности декораций студия Marvel работала с архивариусом и историком компании McDonald's Майком Буллингтоном. Компания отправила в Англию шесть единиц ресторанного оборудования, в том числе кассовые аппараты и соломенные дозаторы, для использования их на съёмочной площадке. Буллингтон предложил построить на месте съёмок заезд для автомобилей, поскольку в то время они стали популярной особенностью ресторанов McDonald’s после их появления в 1975 году. Визуальные эффекты для эпизода были созданы компаниями FuseFX, Industrial Light & Magic, Yannix, SDFX Studios, Framestore, Trixter, Cantina Creative и Lola VFX:48:27–48:44.

## Маркетинг
После выхода эпизода компания Marvel в рамках еженедельной акции «Marvel Must Haves», посвящённой каждому эпизоду сериала, анонсировала товары, вдохновлённые этим эпизодом, включая одежду, аксессуары, а также фигурки Сильвии от Hot Toys и Уробороса от Funko POP!.

## Реакция
Кирстен Говард из Den of Geek дала эпизоду 4 звезды из 5, написав, что хотя он не такой захватывающий, как премьера сезона, сюжет интересный и заставляет ждать следующей серии. Рецензент выразила надежду на возвращение Мисс Минуты в третьем эпизоде. Тереза Лаксон из Collider отмечала саундтрек в серии, когда герои оказывались в 1970-х годах. Фэю Уотсону из GamesRadar понравилось то, что униформа McDonald’s, которую носила Сильвия в эпизоде, соответствует эпохе. Кайла Харрингтон из Dexerto оценила серию в 5 звёзд из 5 и подчеркнула, что «хоть Локи и стал более чутким человеком, будет интересно посмотреть, как он попытается убедить всех спасти вселенную».

## Комментарии
1. ↑  События фильма «Мстители» (2012).
2. ↑  Убитый Сильвией в эпизоде «For All Time. Always.».